# Strážný
Strážný là một chợ huyện thuộc huyện Prachatice, vùng Jihočeský, Cộng hòa Séc.